# Демократски народни савез
Демократски народни савез (ДНС) је парламентарна политичка странка са сједиштем у Републици Српској која је основана 17. јуна 2000. у Бањалуци. Први предсједник ДНС-а био је др Драган Костић, а некадашњи предсједник Демократског народног савеза, од маја 2003. до децембра децембра 2019. године био је Марко Павић, дугогодишњи градоначелник Приједора. Тренутни предсједник је Ненад Нешић.

## Историја
Странка је основана 17. јуна 2000. године у Бањалуци, када дио чланства Српског народног савеза оснива нову странку на челу са Драганом Костићем. ДНС-у се у прољеће 2003. године прикључује Савез народног препорода. Главни слоган Демократског народног савеза гласи „Ријеч је ријеч — Провјерено“. Програм ове партије организоване као народне странке је изградња стабилне, правне, демократске и просперитетне Републике Српске. ДНС је након избора 2010. имао 6 посланика у Народној скупштини Републике Српске, и два члана Владе Републике Српске. Странка је имала одличан раст на локалним изборима 2012, добивши 66 000 гласова, односно 50% више него на парламентарним изборима 2010. године. ДНС има градоначелника Приједора и начелника општине Оштра Лука.
На Општим изборима у БиХ 2014. године ДНС наступа у коалицији са НС-СРС која укупно осваја 8 посланичких мјеста у Народној Скупштини Републике Српске, од којих је 5 припало ДНС-у, и једно посланичко мјесто у Парламенту БиХ. У деветом сазиву Народне скупштине Републике Српске посланички мандат су освојили: Славко Глигорић, Милан Дакић, Душко Ивић, Споменка Стевановић и Недељко Чубриловић, који је изабран за предсједника Народне скупштине РС. Током деветог сазива чланови ДНС-а су постали Дарко Бањац (претходно члан СДС-а) и Неда Петрић (претходно члан СРС-а), тако да се број посланика ДНС-а повећао на 7, с тим да су посланици Душко Ивић и Дарко Бањац чланови Слободног демократског српског клуба (СДСК).
Дана 22. јуна 2015. године, потписан је споразум, према којем је Странка праведне политике постала дио ДНС-а.
Дана 3. маја 2018. године, са ДНС-ом се ујединила Народна странка и тиме постала дио ДНС-а.
На Општим изборима 2018. године ДНС наступа самостално и осваја 12 мандата у Народној скупштини Републике Српске. Међутим, долази до подјеле у Клубу посланика ДНС-а због функције предсједника Народне скупштине. Осам посланика ове странке на челу са Дарком Бањцем је предложило Душка Ивића, чија кандидатура је подржана од руководства странке, а четири посланика на челу са Споменком Стевановић је предложило дотадашњег предсједника Народне скупштине Недељка Чубриловића. Чубриловић је гласовима коалиционих партнера ДНС-а, Савеза независних социјалдемократа и Социјалистичке партије, те Уједињене Српске и Народног демократског покрета изабран на ту функцију. Чубриловић, Стевановићева, Милан Дакић и Споменко Стојановић су искључени из странке због непоступања у складу са одлукама њених органа, те су касније основали Демократски савез. Дана 10. октобра 2020. године Ненад Нешић је изабран за новог предсједника странке. Недељу дана касније, 17. октобра, саопштено је да ДНС напушта владајућу коалицију. 1. децембра 2020. године странку је напустио народни посланик Дарко Бањац, незадовољан због иступања ДНС-а из владајуће коалиције, a убрзо странку напуштају народни посланик Дико Цвјетиновић и потпредсједник ДНС-а Ђорђе Поповић. Њих тројица ће након тога формирати странку Народна партија Српске. Након Општих избора у Републици Српској 2022. године, ДНС је освојио 4 мандата у Народној скупштини, али су посланици Жељко Дубравац и Драган Брдар напустили странку те је тако ДНС остао на само 2 посланика. Повлачењем Марка Павића и именовањем Ненада Нешића за предсједника, странка константно биљежи пад.

## Предсједници
| Бр. | Председник    | Председник | Рођен-Умро | Почетак функције   | Крај функције      |
| --- | ------------- | ---------- | ---------- | ------------------ | ------------------ |
| 1.  | Драган Костић |            | 1957–      | 17. јун 2000.      | мај 2003.          |
| 2.  | Марко Павић   |            | 1947–      | мај 2003.          | 24. децембар 2019. |
| 3.  | Ненад Нешић   |            | 1978–      | 24. децембар 2019. | тренутно           |

## Резултати
| Избори | Кандидат    | # гласова | % од важећих | Резултат     |
| ------ | ----------- | --------- | ------------ | ------------ |
| 2022.  | Ненад Нешић | 34.955    | 5,51%        | није изабран |

| Избори | Кандидат         | # гласова | % од важећих | Резултат     |
| ------ | ---------------- | --------- | ------------ | ------------ |
| 2022.  | Радислав Јовичић | 5.678     | 0,89%        | није изабран |

| Избори | # гласова | % од важећих | # посланика | Влада                        |
| ------ | --------- | ------------ | ----------- | ---------------------------- |
| 2000.  | 22.083    | 3,5%         | 3 / 83      | опозиција                    |
| 2002.  | 20.375    | 4%           | 3 / 83      | опозиција (до фебруара 2006) |
| 2002.  | 20.375    | 4%           | 3 / 83      | владајући (од фебруара 2006) |
| 2006.  | 22.780    | 4,04%        | 4 / 83      | владајући                    |
| 2010.  | 38.547    | 6,09%        | 6 / 83      | владајући                    |
| 2014.  | 61.016    | 9,22%        | 5 / 83      | владајући                    |
| 2018.  | 98.851    | 14,44%       | 12 / 83     | владајући (до октобра 2020)  |
| 2018.  | 98.851    | 14,44%       | 12 / 83     | опозиција (од октобра 2020)  |
| 2022.  | 28.503    | 4,46%        | 4 / 83      | подршка влади                |